# 반발 이론
반발이론(Reactance theory)는 특정 행동의 자유를 위협하거나 제거하는 제안, 사람, 규칙 또는 규정에 대한 불쾌한 동기 부여 자극(반응)이다. 리액턴스(반발감)은 누군가 또는 무언가가 자신의 선택을 앗아 가거나 대안의 범위를 제한하고 있다고 느낄 때 발생하는 저항과 관련있다.

## 정의
반발(Reactance)은 심리적 반응으로 "사람들이 자유 행동에 대한 위협이나 상실을 경험할 때 나타나는 불쾌한 동기 부여의 각성"으로 정의된다. 한편 저항은 가장 대표적인 반응으로 여겨진다.

## 같이 보기
- 정교화 가능성 모델
- 면역이론